# Kymco Downtown
Il Downtown  è uno scooter della casa motociclistica taiwanese Kymco. Presentato nel 2008, è arrivato sul mercato italiano all'inizio del 2009.

## Il contesto
Disegnato dal designer italiano Massimo Zaniboni, fa parte della famiglia di motocicli "a ruote basse" (14 e 13 pollici rispettivamente all'anteriore e al posteriore) e si presenta come un mezzo dalle medie dimensioni della categoria sport-tourer.
Disponibile nelle motorizzazioni 125, 200 e 300 (nel 2017 esce il 350 abs euro 4) centimetri cubi, è il primo mezzo della casa a montare il motore di nuova generazione denominato G5. Le colorazioni disponibili sono Bianco, Nero e Grigio.
A settembre 2020 viene annunciata la disponibilità del controllo di trazione TCS per il Downtown 350i, che aveva già a disposizione anche l'ABS.